# Valverde del Fresno
Valverde del Fresno (en fala Valverdi du Fresnu) es un municipio y localidad española de la provincia de Cáceres, en la comunidad autónoma de Extremadura. El término municipal, situado en el interior del Valle de Jálama, entre la sierra de Gata y la frontera portuguesa, tiene una población de 2121 habitantes (INE 2024).

## Geografía
Valverde está situado en el extremo noroeste de la provincia de Cáceres, a tan solo 16 km de Portugal. Todo el término municipal de Valverde constituye un entrante geográfico en Portugal: linda hacia el oeste con Penamacor (Portugal), hacia el norte con Navasfrías (provincia de Salamanca) y hacia el este y sur con Eljas, San Martín de Trevejo, Villamiel y Cilleros.
Su ubicación geográfica, en un valle orientado al sur a la falda del Sistema Central y de muy difícil acceso por carretera hasta principios de los años 1990, ha favorecido la conservación de un paisaje, lengua propia, tradiciones y formas de vida apegadas a lo rural en un estado mucho más virginal que en otras localidades del norte de Extremadura. Su resguardada ubicación le otorgan un privilegiado micro-clima con veranos frescos e inviernos de poco frío, lo cual favorece cultivos difíciles de encontrar en otras localidades muy próximas. Valverde del Fresno se encuentra bajo una de las atmósferas lumínicamente menos contaminadas de Europa, siendo lugar muy reconocido para las observaciones astronómicas.

## Naturaleza
El 12 % del territorio del municipio de Valverde del Fresno está ocupado por espacios naturales integrados en la Red Natura 2000.
Destacan los brezales oromediterráneos, las poblaciones de murciélago ratonero forestal y colmilleja del Alagón y la presencia del buitre negro y cigüeña negra. 
Los bosques de pino resinero destacan por su extensión y su crecimiento. Su carácter pirófito ha propiciado que pequeños incendios evolucionen hacia incendios de gran magnitud destruyendo periódicamente gran parte de las masas arboladas y arbustivas del municipio.
En los terrenos situados al sur del municipio se observan grandes extensiones de dehesas de alcornoque, encina y roble marojo entremezcladas con olivares y bosque mediterráneo con sotobosque de lavanda y jara.
Todo el territorio portugués lindero con el municipio pertenece a la Reserva Natural de la Sierra de Malcata, un área protegida para la preservación del ecosistema del lince ibérico.
La gran diversidad de ecosistemas hace las delicias de los amantes de la naturaleza, desde ornitólogos hasta cazadores.

## Historia
Existen vestigios claros de antiguos pobladores por el término municipal: desde "Vieirus" (antiguas minas de oro romanas excavadas a cielo abierto siguiendo la veta del mineral durante kilómetros) a restos de asentamientos medievales como los de "Salvaleón" (muy documentado) o "El Torreón". Se encuentran dispersas, al igual que en toda la sierra, multitud de tumbas antropomórficas, supuestamente medievales, cuya datación es tema de mucha controversia.

## Demografía
Valverde del Fresno cuenta con una población de 2121 habitantes (INE 2024).
| Gráfica de evolución demográfica de Valverde del Fresno entre 1842 y 2021                                           |
| |
| Población de derecho según los censos de población del INE Población de hecho según los censos de población del INE |

## Urbanismo

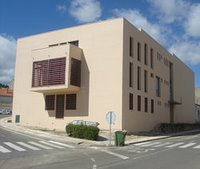
Casa de Cultura

El retorno de los inmigrantes, a partir de los años 1980, tuvo como consecuencia una frenética actividad constructiva que significó una multiplicación importantísima y desordenada de la superficie urbana y la consiguiente pérdida de la arquitectura tradicional y el tipismo. A partir de los 1990, con los nuevos accesos, el fenómeno del turismo rural y el descenso de la construcción, se inició una tímida vuelta a los orígenes arquitectónicos y una mayor sensibilidad hacia la estética tradicional de la sierra, no siempre acompañada por las instituciones públicas en edificios de nueva planta como la casa del pueblo o de cultura, el polideportivo o el centro de salud.

## Economía
La deuda viva del ayuntamiento de Valverde del Fresno ascendía a la cantidad de 371 000 euros a fecha 31 de diciembre de 2009, según el informe de deuda viva local del Ministerio de economía y hacienda de España.
La principal fuente económica de la zona es el aceite de oliva, cultivando olivos con un producto de excelente calidad que sobrepasa fronteras. Otras fuentes económicas son la ganadería, la uva, la industria maderera y en menor medida, pero creciente, el sector turístico-rural. Valverde es por su ubicación y tamaño el pueblo con mayor concentración de servicios públicos y privados de los tres que conforman el Valle de Xálima.
Entre los años 1940 y 1980 Valverde mantuvo una importante actividad económica siempre ligada con el tráfico de mercancías con el país vecino: el contrabando fue la tabla de salvación para la pequeña parte de la población que no se vio obligada a emigrar a zonas más prosperas del Norte de España como el País Vasco y Cataluña, y más allá, principalmente a Francia, Suiza y Alemania.

## Educación
El pueblo cuenta con su propio Instituto de Educación Secundaria, el IESO Val de Xálima.

## Patrimonio cultural material

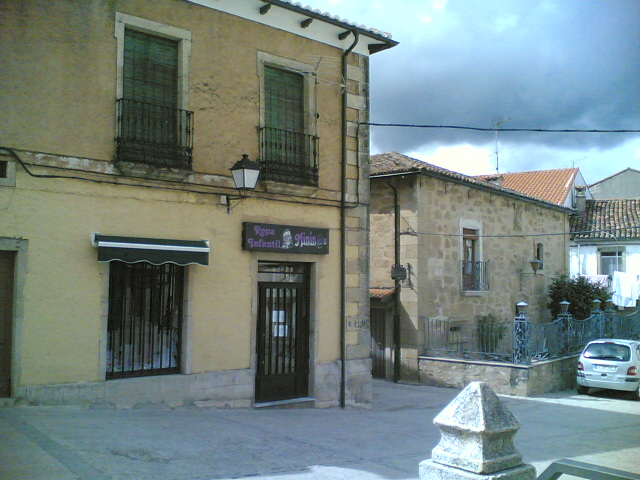
Casas típicas de Valverde del Fresno.

La iglesia parroquial de Nuestra Señora de la Asunción, es uno de los exponentes arquitectónicos más destacados. Fue diseñada por el arquitecto Pedro de Ibarra en el siglo XV. La construcción se ve claramente que está inconclusa, destacando la cabecera del siglo XVI y la torre de estructura prismática de planta cuadrangular y colosal cantería granítica. La parte interna de esta torre constructiva se plasma en una hermosa bóveda de crucería. En la ornamentación interior encontramos un retablo de la escuela vallisoletana del siglo XVIII algo deteriorado por retoques pictóricos de fecha posterior.
La ermita del Cristo del Humilladero también conocida como del "Santo Cristo" que está dentro del casco urbano es un bonito ejemplo de la arquitectura religiosa del siglo XVI que destaca entre las construcciones impersonales que la rodean. También fue construida "de dos veces" siendo su nave posterior y del siglo XVII. Tiene en su interior un pequeño retablo de estilo barroco y una talla gótica de Cristo Crucificado.
La ermita del Espíritu Santo, situada en pleno campo, junto a las faldas de la montaña, es un precioso ejemplo de arquitectura eremita; y lo es tanto por su sencillez constructiva como por el espectacular paisaje que la rodea: pinos, riachuelos y moles graníticas. Su ubicación responde sin lugar a dudas a criterios telúricos, míticos, casi mágicos, al igual que ocurre con otras pequeñas construcciones pertenecientes a órdenes religiosas en el resto de España.

## Patrimonio cultural inmaterial

### La fala
La fala, lengua romance del subgrupo galaico-portugués hablada en los municipios de San Martín de Trevejo, Eljas y Valverde del Fresno, fue declarada Bien de Interés Cultural (BIC) el 6 de marzo de 2001.

### Festividades
Las fiestas más conocidas de Valverde del Fresno son:
- 3 y 4 de febrero San Blas. Una fiesta en la que las mujeres se visten con el traje tradicional de la zona y los hombres montan a caballo cabalgando por las calles con cánticos propios de la localidad. Esta fiesta atrae cada vez más a gentes de otras zonas que particípan también de la fiesta.

- 15 de mayo San Isidro Labrador. Uno de los días especiales de este pueblo que se define con el santo por la mayor parte de las personas que desempeñan esta noble función de trabajo en el campo. La celebración se celebra a unos kilómetros del pueblo en un recinto campestre preparado para esta fiesta.

- 14 y 15 de agosto Nuestra Señora de la Asunción. Patrona de este pueblo. Esta celebración se alarga prácticamente durante la semana en la que coinciden estos días. Se hacen multitud de eventos de ocio así como las tradicionales verbenas que se celebran en muchos pueblos de la geografía española durante el verano. El cierre de esta semana de fiestas las colman unos fuegos artificiales que suele ser "la despedida" a los familiares que residen fuera del pueblo. También se celebra en el mes de septiembre (1.º y 2.º domingo) los OFERTORIOS, el primer domingo el de la Virgen y el segundo el de San Dámaso (patrón del pueblo).

### Tradiciones
En Valverde del Fresno y en general en el valle de Xálima existe un dialecto que prevalece desde el siglo XIII por colonización del norte de la península. Esta habla con múltiples denominaciones genéricas: Xalimés, Valegu, A Fala D'acá, A Nossa Fala, es hablada por unas 5000 personas en el propio valle más unos 3000 emigrantes. En Valverde esta singularidad lingüística recibe el nombre de "Valverdeiru" o "chapurrau", en la vecina localidad de Eljas se llama "lagarteiru" y, en San Martín de Trevejo, "mañegu". Existe gran controversia sobre su origen, si bien, por encima de cualquier valoración lingüística hay que destacar el hecho sociológico de la existencia de numerosos apellidos, denominaciones de lugares, arquitectura e incluso gastronomía de origen evidentemente astur-leonés y gallego-portugués.

## Medios de comunicación
El municipio recibe la señal de la TDT desde el repetidor de televisión de San Martín de Trevejo.